# Distretto di Huadu
Il distretto di Huadu (花都区S, Huādu QūP) è un distretto della Cina, situato nella provincia del Guangdong e amministrato dalla città di Canton.